# 神戸市主要地方道梅香浜辺通脇浜線
神戸市主要地方道梅香浜辺通脇浜線（こうべししゅようちほうどううめがかはまべどおりわきはません）は、兵庫県神戸市長田区から同市中央区に至る市道（主要地方道）。公的資料においても「通」が脱落した「梅香浜辺脇浜線」と表記される例が見られるが、市道および地方主要道の路線名としては誤りである。

## 概要
本路線は、神戸市を東西に貫く幹線道路（都市計画道路）のひとつである浜手幹線のうち、長田区から中央区の区間に相当する。全線にわたって片側3車線以上の幅員を擁している。起点の東尻池交差点から浜辺通4丁目交差点までは国道2号と重複する。東川崎交差点付近から磯上通1丁目交差点付近までは国道2号浜手バイパスが本路線の南側を高架でバイパスしており、本路線のほぼ全線にわたって阪神高速3号神戸線の高架が上を通っている。
神戸市などは、三宮地区の再開発に伴い、三宮駅前を通過する中央幹線（国道2号・兵庫県道21号神戸明石線）の車線を大幅に減らし交通量を削減するために浜手幹線など周辺道路への交通量の移行を進めており、当路線の終点の春日野交差点では、大阪方からの国道2号西行きの通行車両を浜手幹線に誘導するための交差点の改良が行われた。

### 路線データ
- 起点 : 神戸市長田区（東尻池交差点、国道28号交点）
- 終点 : 神戸市中央区（春日野交差点、国道2号交点）[5]
- 路線延長 : 6.7 km[1]

## 歴史
戦後、神戸市は戦災復興にあわせて東西軸の幹線道路として従来からの国道2号（中央幹線）に加えて、山手幹線と、浜手幹線の2本の都市計画道路を整備することにした。この3本のうち最も海側を走る浜手幹線は、阪神間に整備される第二阪神国道（後に国道43号に指定）の東側に連続する形で、葺合区（現・中央区）脇浜町で阪神国道（国道2号）から分かれて神戸港駅、神戸税関、神戸港新港地区、神戸駅南側、七宮神社付近を経由して長田区梅ヶ香町付近に達するルートで道路整備が進められた。1954年に建設省は「梅香浜辺通脇浜線」として主要地方道の指定を行った。その後、1962年に三宮東交差点より西側の国道2号が中央幹線から浜手幹線に経路変更されたことから、起点の東尻池交差点から浜辺通4丁目交差点までは国道2号と重複することになった。

### 年表
- 1954年（昭和29年）1月20日 - 昭和29年建設省告示第16号「主要な都道府県道及び市道」において、神戸市道浜の手幹線の一部（神戸市長田区 - 神戸市葺合区脇浜町）が梅香浜辺通脇浜線として主要地方道に指定される
- 1962年（昭和37年）11月19日 - 昭和37年建設省告示第2908号において国道2号の経路が変更され、東尻池交差点から浜辺通4丁目交差点までの区間が国道2号との重複区間となる
- 1986年（昭和61年）10月3日 - 本路線に並行して国道2号浜手バイパスが全線開通する[7]

## 地理

### 通過する自治体
- 神戸市（長田区 - 兵庫区 - 中央区）

### 交差する道路
- 国道28号（東尻池交差点）
- 国道2号（東尻池交差点 - 浜辺通4丁目交差点：重複区間、春日野交差点）
- 阪神高速3号神戸線（柳原出入口、生田川出入口）
- 兵庫県道489号兵庫埠頭線（松原交差点）
- 国道2号浜手バイパス（東川崎交差点付近、磯上通1丁目交差点付近）
- 神戸市主要地方道西出高松前池線（西出町交差点）
- 国道174号（税関前交差点）
- 兵庫県道30号新神戸停車場線（フラワーロード、税関前交差点）

### 沿線
- 七宮神社
- JR神戸駅
- 神戸市営地下鉄海岸線ハーバーランド駅
- デュオこうべ
- 神戸ハーバーランド
- メリケンパーク
- 神戸地方気象台
- 東遊園地
- 神戸税関
- みなとのもり公園